# Apocolocyntosis divi Claudii
Apocolocyntosis divi Claudii (o "Calabacificación del divino Claudio") es una sátira escrita en prosa y verso atribuida a Lucio Anneo Séneca. El tema central es la muerte y ascenso de Claudio al Olimpo para luego terminar como esclavo de un abogado al ser rechazada su propuesta de deificación.

## El título y la autoría
El título de Apocolocyntosis apareció por primera vez en la edición de Antonio Mureto de 1594, sin embargo, ninguno de los manuscritos reporta esta obra bajo este nombre. Todos ellos, sin embargo, coinciden en atribuir la autoría de la obra a Séneca:
- S (codex Sangallensis 596) INCIPIT ΑΠΟΘΗΟCΙC ANNEI SENECE ₱ SATIRĀ
- V (codex Valentianensis 411) SENECE LVDVS DE MORTE CLAVDII
- L (codex Londiniensis add. 11983) INCIPIT EIVSDEM SENECE LVDVS DE MORTE CLAVDII CESARIS

Dion Casio da un testimonio que apoya la atribución del autor y el título:

Ἀγριππῖνα δὲ καὶ ὁ Νέρων πενθεῖν προσεποιοῦντο ὃν ἀπεκτόνεσαν, ἔς τε τὸν οὐρανὸν ἀνήγαγον ὃν ἐκ τοῦ συμποσίου φοράδην ἐξενηνόχεσαν. Ὅθενπερ Λούκιος Ἰούνιος Γαλλίων ὁ τοῦ Σενέκα ἀδελφὸς ἀστειότατόν τι ἀπεφθέγξατο. Συνέθηκε μὲν γὰρ καὶ ὁ Σενέκας σύγγραμμα, ἀποκολοκύντωσιν αὐτὸ ὥσπερ τινὰ ἀθανάτισιν ὀνομάσας· ἐκεῖνος δὲ ἐν βραχυτάτῳ πολλὰ εἰπὼν ἀπομνημονεύεται. Ἐπειδὴ γὰρ τοὺς ἐν τῷ δεσμωτηρίῳ θανατουμένους ἀγκίστροις τισὶ μεγάλοις οἱ δήμιοι ἔς τε τὴν ἀγορὰν ἀνεῖλκον κἀντεῦθεν ἐς τὸν ποταμὸν ἔσυρον, ἔφη τὸν Κλαύδιον ἀγκίστρῳ ἐς τὸν οὐρανὸν ἀνενεχθῆναι.
 Dion Casio, LX. 35

Agripina y Nerón simulaban estar de luto por aquél al que habían asesinado, y lo subieron al cielo luego de sacarlo cargando del convivio en una litera. El hermano de Séneca, Lucio Junio Galio, pronunció un discurso político al respecto. Séneca, por su parte, escribió una obra, la llamó apocolocyntosis, algo así como una apoteosis, pero Galio mencionó muchas cosas de la manera más breve posible. Como en la cárcel se solía llevar a los condenados a muerte rumbo al foso por medio de unos ganchos enormes y con esos mismos se les lanzaba al río, Séneca contribuyó a la historia diciendo que Claudio fue subido al cielo con ayuda de un gancho.
Traducción

De acuerdo con Aldo Setaioli no existen razones de estilo que permitan pensar que esta obra no fue escrita por Séneca. Algunos elementos distintivos y recurrentes en otras obras de este mismo autor serían los calcos provenientes de la comedia, la inserción de frases y proverbios propios del sermo cotidianus, así como descuidos gramaticales. El significado preciso del título es un tema a discusión, con diversas posturas, varias de ellas resumidas por Alexandros Athanassakis.

### Transformación en calabaza
Según algunos autores, el título de esta obra estaría formado por las palabras ἀπὸ y κολοκύντη, que podrían indicar una transformación en calabaza, sin embargo, en ningún pasaje del texto conservado se hace alusión a un hecho de esta naturaleza. Para otros puede tratarse de un sensus translatus de la palabra κολοκύντη relacionado con estupidez, y así el título podría interpretarse como "la deificación de la estupidez".

## La historia
La Apocolocyntosis narra la muerte de Claudio, su ascensión a los cielos y el juicio de los dioses, y su posterior caída en el Hades. En cada una de dichas fases, Séneca ridiculiza los defectos, fallos y errores del emperador, haciendo hincapié a su arrogante crueldad y su tartamudez. En la historia, Apolo persuade a Clotho de que mate al emperador, el cual, una vez muerto, viaja al monte Olimpo, donde convence a Heracles de que permita que los dioses atiendan su causa de deificación en una sesión del Senado divino. Durante dicha sesión todo parece ir bien para Claudio, hasta que el divino Augusto aparece y enumera ante los demás dioses los crímenes más notables de Claudio en un largo y sincero discurso. Se supone que luego intervienen otros dioses, y que Mercurio habla en favor de Claudio. Desgraciadamente, el texto que se ha conservado presenta una serie de lagunas en esta parte, y la mayoría de los alegatos de los dioses a favor y en contra de Claudio no se conservan.
Dado que los dioses no lo encuentran digno de divinidad, lo condenan al infierno, a donde Mercurio lo lleva. En el camino al Hades, Claudio y Mercurio asisten a una procesión por el emperador, en la que una multitud de personajes banales y ridículos se lamentan amargamente por el fin de la perpetua saturnalia a la que el principado de Claudio les había acostumbrado, constituyendo esto una profunda crítica a las políticas en favor de los libertos y esclavos que llevó a cabo Claudio. En el Hades, Claudio es recibido por los fantasmas de todos aquellos a los que había hecho morir. Estos se lo llevan para someterlo al castigo prescrito por los dioses, agitar los dados en un cubilete sin fondo para toda la eternidad, de tal manera que cada vez que intentara tirar los dados, éstos se caerían por el lado sin fondo del cubilete, y Claudio tendría que agacharse y buscarlos por el suelo. Sin embargo, mientras está en ello, aparece Calígula, al parecer un potentado de los infiernos gracias a sus maldades, quien, argumentando que Claudio es una antiguo esclavo suyo, lo libera de su castigo y hace que éste sea admitido como un funcionario judicial de bajo rango en el tribunal infernal.

## Contexto
Séneca tenía algunas razones personales para satirizar a Claudio, ya que el emperador lo había desterrado a Córcega. Además, el clima político tras la muerte del emperador podría haber hecho que los ataques contra su persona se vieran como aceptables. No obstante, junto con estas consideraciones personales, Séneca parece también preocupado por lo que él consideraba un abuso de la deificación como herramienta política. Si un emperador tan taimado como Claudio podía recibir tal honor, entonces, argumentaba, la gente pronto dejaría de creer en los dioses.